# Achatocarpaceae
Las achatocarpáceas (Achatocarpaceae) son una familia de árboles o arbustos dioicos al que pertenecen unas diez especies agrupadas en dos géneros (Achatocarpus Triana y Phaulothamnus A.Gray, según el 
sistema APG II). En clasificaciones más antiguas esta familia se incluía dentro de Phytolaccaceae.

## Descripción
Son plantas con o sin espinas; ramas cortas con abundantes hojas alternas o fasciculadas sobre braquiblastos. Las flores masculinas presentan 5 sépalos abiertos al florecer y de 15 a 20 estambres. Las  flores femeninas con igual número de sépalos erectos alrededor del ovario que se encuentra en una posición más alta al punto de inserción de las restantes piezas de la flor. El pistilo se completa con  dos estilos apicales largos y curvos. El fruto es una baya carnosa con los sépalos unidos en la base. Se supone que la polinización es realizada por aves, pero no existen observaciones que lo confirmen.

## Hábitat
Es una familia propia de América tropical y subtropical. Como ejemplo, en Argentina vive un solo género (Achatocarpus), con dos especies y dos variedades y otro en Paraguay con unas cinco especies.